# Radio Köln
Radio Köln ist ein zum Privatrundfunk gehörender Kölner Lokalradiosender mit Vollprogramm. Von Anfang 2014 bis September 2024 hatte der Sender seinen Sitz in der Schanzenstraße 28 in Köln-Mülheim. Vorher produzierte der Sender aus den Studios im Kölner Mediapark. Seit September 2024 sendet Radio Köln aus der Redaktion im Medienhaus an der Amsterdamer Straße in Köln-Niehl. Die Sendelizenz erhielt der Hörfunksender im Mai 1991.

## Rechtsgrundlage
Das ursprüngliche Rundfunkgesetz für das Land NRW vom 19. Dezember 1986 ist am 2. Juli 2002 durch das Landesmediengesetz NRW (LMG) ersetzt worden. Es sieht ein „Zwei-Säulen-Modell“ für den privaten Hörfunk vor, wonach für die Erteilung einer Zulassung („Sendelizenz“) zwei selbständige Organisationsformen gleichzeitig zu gründen sind. Danach muss sich nach § 52 Abs. 1 LMG eine Veranstaltergemeinschaft einer Betriebsgesellschaft bedienen:
- die Veranstaltergemeinschaft ist ein gemeinnütziger Verein, in dem alle gesellschaftlich relevanten lokalen Gruppen vertreten sind. Maximal sind 22 Personen erlaubt, bei Radio Köln sind es 21. Sie besitzt die Programmverantwortung. Vorsitzender ist Elvis Katticaren, stellvertretende Vorsitzende sind Sebastian Salzwedel und Martina Schönhals.
- die Betriebsgesellschaft in privater Rechtsform übernimmt die Verantwortung für Finanzen und Technik. An ihr sind bis zu 75 % örtliche Zeitungsverleger (§ 59 Abs. 3 LMG) und 25 % die örtliche Gemeinde (§ 59 Abs. 5 LMG) beteiligt.

Nach § 53 LMG ist der lokale Hörfunk dem Gemeinwohl verpflichtet, wobei lokale Programme „das öffentliche Geschehen im Verbreitungsgebiet darstellen und wesentliche Anteile an Information, Bildung, Beratung und Unterhaltung enthalten“ müssen. Sie sollen den publizistischen Wettbewerb fördern, dürfen sich nicht ausschließlich an bestimmte Zielgruppen wenden und sollen darauf ausgerichtet sein, bei den Hörfunkteilnehmerinnen und -teilnehmern angenommen zu werden.

## Gründung
Die im November 1987 gegründete Veranstaltergemeinschaft Radio Köln e. V. ist Inhaberin der Lizenz, entscheidet über das Programmschema, verantwortet das Programm und ist Arbeitgeber der Beschäftigten. Sie ist Mitglied im Verband Lokaler Rundfunk in Nordrhein-Westfalen e. V. Die Betriebsgesellschaft Radio Köln GmbH & Co. KG ist zuständig für Finanzierung, Technik und Marketing und trägt das unternehmerische Risiko. Sie gehört zu 75 % dem M. DuMont Schauberg-Verlag (wichtige Zeitungen: Kölner Stadt-Anzeiger, Express und Kölnische Rundschau) und zu 25 % der Stadtwerke Köln. Sendestart von Radio Köln war der 4. Mai 1991.

## Programm
Radio Köln strahlt ein Vollprogramm aus, bedient also alle Zielgruppen mit allen Programminhalten. Es sendet werktäglich 14 Stunden selbst produziertes Programm, mit dem einstündigen Bürgerfunk (nach § 40a LMG) werden somit 15 Stunden Programm direkt aus Köln gesendet, der Rest wird vom Mantelprogramm übernommen. Dieses Mantelprogramm produziert Radio NRW in Oberhausen, jedoch mit den Jingles der Lokalradiostationen.
Bei Sirenenalarm wird gebeten, im Katastrophenfall das Radio einzuschalten, in Köln ist Radio Köln offizieller Katastrophenschutzsender der Stadt Köln.
Das Lokalprogramm ist wie folgt in verschiedene Sendungen untergliedert:

### Montag bis Freitag
- Radio Köln „Guten Morgen Köln“ – 6–10 Uhr.
- Radio Köln am Vormittag, am Mittag und am Nachmittag – 10–15 Uhr.
- Radio Köln am Nachmittag und am Abend – 15–20 Uhr.
- Radio Köln Bürgerfunk – 20–21 Uhr.

### Samstag
- Radio Köln am Wochenende – 9–13 Uhr.

### Sonntag
- Radio Köln am Wochenende – 9–13 Uhr.
- Radio Köln Kölsch & Jot – Wir lieben das Rheinland – 21–23 Uhr (Hierbei handelt es sich um eine Sendung, die von allen sieben Sendern der Rheinland-Kombi ausgestrahlt wird: Radio Köln, Radio Leverkusen, Radio Bonn/Rhein-Sieg, Radio Erft, Radio Berg, Radio Euskirchen und Radio Rur).

Sondersendungen: FC Live, Radio Köln Aloah und Radio Köln – Kölsch & Jot Alaaf.
Lokalnachrichten aus Köln gibt es werktags stündlich ab 5:30 Uhr bis 19:30 Uhr und am Wochenende ab 9:30 Uhr bis 12.30 Uhr.
An den wichtigen Tagen des Kölner Karnevals strahlt der Sender tagsüber ausschließlich Kölsche Musik aus.

## Reichweite

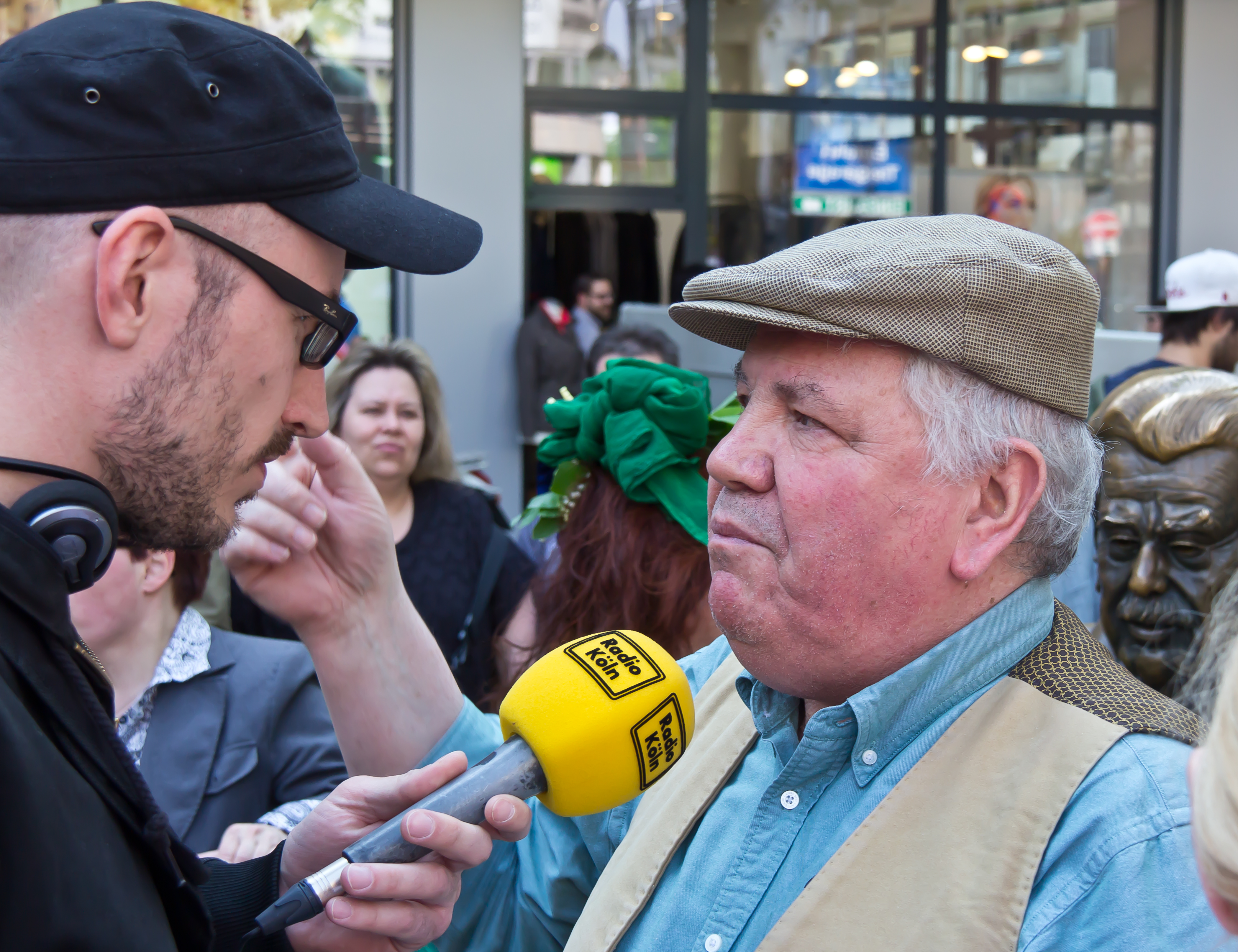
Interview mit Peter Millowitsch während der Enthüllung des Willy-Millowitsch-Denkmals am 25. April 2014

Die Studios von Radio Köln sendeten zunächst seit dem Sendebeginn im Mai 1991 vom Technologiepark Köln-Braunsfeld, ab Oktober 1995 aus dem Kölner Mediapark 5, ab dem 31. Januar 2014 aus Köln-Mülheim, Schanzenstraße 28 und ab dem 16. September 2024 aus dem Medienhaus an der Amsterdamer Straße in Köln-Niehl.
Radio Köln erreicht täglich 229.000 Menschen (EMA NRW 2025 I) davon alleine 173.000 in der werberelevanten Zielgruppe der 20–59-Jährigen. Auch bei den 14–49-Jährigen ist der Sender Marktführer vor WDR 2 und Eins Live.
Die 18 festangestellten und bis zu 20 freien Mitarbeiter unterhalten und informieren die Hörer über die terrestrische UKW-Frequenz 107,1 MHz vom Standort Köln-Mitte (Nord-Süd-Fahrt/Sternengasse), das Internet (Livestream im Webradio) und über Mobile App. Terrestrisch ist Radio Köln in exponierten Lagen bis an die Grenzen des Sauerlands und der Nordeifel zu hören.

## Personal
Chefredakteurin ist seit dem 1. April 2009 Claudia Schall.
Radio Köln „Guten Morgen Köln“ wird hauptsächlich von Daniel Wallroth moderiert. Zudem steht Wallroth für Radio Köln auf vielen Großevents in der Stadt auf der Bühne.
Zu den weiteren Moderatoren gehören Daniel Collmann, Gabor Leitner, Ralf Düker, Marie Güttge, Stephan Unkelbach, Daniel Dähling, Luis Eck, Tobias Volke und Kristina Sczesny.

## Wirtschaftliches
Der Sendebetrieb wird ausschließlich durch den Verkauf von Werbezeiten finanziert. Das Kommanditkapital betrug 511.000 Euro und wird zu 75 % von der RRB Rheinische Rundfunkbeteiligungsges. mbH & Co. KG, Köln, (DuMont) und zu 25 % von den Stadtwerken Köln gehalten.

## Podcasts
Radio Köln veröffentlicht außerdem regelmäßig eigene Podcast.
Der „FC-Podcast“ mit Radio Köln FC-Reporter Guido Ostrowski setzt sich informativ, kritisch und unterhaltsam mit den Spielen und weiteren Themen rund um den 1. FC Köln auseinander. Während der aktuellen Bundesliga-Saison erscheint wöchentlich eine neue Folge auf allen bekannten Podcast-Plattformen sowie der Homepage von Radio Köln.
In „Kölsch & Jot – Der Rheinland-Podcast“ geht es um Geschichten aus dem Kölner Karneval, dem Brauchtum und der Kölschen Musikszene. Einmal pro Woche, immer sonntags, wird eine neue Folge veröffentlicht, ebenfalls auf allen gängigen Podcast-Plattformen und der Radio Köln-Homepage.

## Online-Aktivitäten
Radio Köln informiert im Internet auf der eigenen Website. Außerdem nutzt der Hörfunksender die Social-Media-Kanäle Facebook, Instagram, X und YouTube. Des Weiteren gibt es einen informierenden Kanal auf dem Instant-Messaging-Dienst WhatsApp.

## Auszeichnungen
Die Redaktion hat einige Hörfunkpreise bei der Landesanstalt für Medien gewonnen:
- 1999 in der Kategorie „Information“ für den Beitrag „Nachtarbeiter: Rohrreiniger“
- 1999 in der Kategorie „Unterhaltung“ für den Beitrag „Verwirrte Polizisten in Köln“
- 1999 in der Kategorie „Unterhaltung“ für den Beitrag „Schlagerparade in Köln“
- 2000 in der Kategorie „Comedy“ für den Beitrag „Gratis-Zeitungs-Terror“
- 2000 in der Kategorie „Information“ für den Beitrag „Vergewaltigung“
- 2000 in der Kategorie „Nachwuchsförderung“ für die „Serie zum Christopher Street Day“
- 2000 Sonderpreis in der Kategorie „Comedy“ für den  Beitrag „Alles über den Postwertsack“
- 2007 in der Kategorie „Kommunale Berichterstattung“ für den Beitrag „Streit um den Moscheebau in Ehrenfeld“
- 2008 in der Kategorie „OnAir/OffAir-Marketing“ für die Aktion „Kölner Botschaft“
- 2008 Kölner Medienpreis für die Beitragsreihe zur Ermordung des Arbeitgeberpräsidenten Hanns Martin Schleyer
- 2010 in der Kategorie „Projekte/Serie“ für die „Radio Köln Taxigeschichten“
- 2011 in der Kategorie „Projekte/Serie“ für die Serie „Ursache und Wirkung“
- 2018 in der Kategorie „Projekte/Serie“ für „Die Radio Köln Veedelsaktion“[11]